# Les Junies
Pour les articles homonymes, voir Les Junies (homonymie).
Les Junies sont une commune française, située dans l'ouest du département du Lot en région Occitanie.
Elle est également dans la Bouriane, une région naturelle sablonneuse et collinaire couverte de forêt avec comme essence principale des châtaigniers.
Exposée à un climat océanique altéré, elle est drainée par le ruisseau de la Masse et par divers autres petits cours d'eau. La commune possède un patrimoine naturel remarquable composé de deux zones naturelles d'intérêt écologique, faunistique et floristique.
Les Junies sont une commune rurale qui compte 252 habitants en 2022, après avoir connu un pic de population de 965 habitants en 1831. Elle fait partie de l'aire d'attraction de Cahors. Ses habitants sont appelés les Junicois ou  Junicoises.

## Géographie

### Localisation
Commune située dans le Quercy.

### Communes limitrophes
Les communes limitrophes sont  Castelfranc, Goujounac, Labastide-du-Vert, Lherm, Pomarède, Pontcirq et Prayssac.
| Goujounac | Lherm       |                   |
| Pomarède  | des Junies  | Pontcirq          |
| Prayssac  | Castelfranc | Labastide-du-Vert |

### Climat
Pour des articles plus généraux, voir Climat de l'Occitanie et Climat du Lot.
En 2010, le climat de la commune est de type climat océanique altéré, selon une étude s'appuyant sur une série de données couvrant la période 1971-2000. En 2020, Météo-France publie une typologie des climats de la France métropolitaine dans laquelle la commune est toujours exposée à un climat océanique altéré et est dans la région climatique Aquitaine, Gascogne, caractérisée par une pluviométrie abondante au printemps, modérée en automne, un faible ensoleillement au printemps, un été chaud (19,5 °C), des vents faibles, des brouillards fréquents en automne et en hiver et des orages fréquents en été (15 à 20 jours).
Pour la période 1971-2000, la température annuelle moyenne est de 13,1 °C, avec une amplitude thermique annuelle de 15,3 °C. Le cumul annuel moyen de précipitations est de 899 mm, avec 10,7 jours de précipitations en janvier et 6,2 jours en juillet. Pour la période 1991-2020, la température moyenne annuelle observée sur la station météorologique la plus proche, située sur la commune d'Anglars-Juillac à 6 km à vol d'oiseau, est de 13,5 °C et le cumul annuel moyen de précipitations est de 822,6 mm,. Pour l'avenir, les paramètres climatiques de la commune estimés pour 2050 selon différents scénarios d’émission de gaz à effet de serre sont consultables sur un site dédié publié par Météo-France en novembre 2022.

### Milieux naturels et biodiversité
L’inventaire des zones naturelles d'intérêt écologique, faunistique et floristique (ZNIEFF) a pour objectif de réaliser une couverture des zones les plus intéressantes sur le plan écologique, essentiellement dans la perspective d’améliorer la connaissance du patrimoine naturel national et de fournir aux différents décideurs un outil d’aide à la prise en compte de l’environnement dans l’aménagement du territoire.
Une ZNIEFF de type 1 est recensée sur la commune :
le « bois sec de Niaudon » (113 ha), couvrant 2 communes du département et une ZNIEFF de type 2, : 
les « ruisseaux de l'Herm et de la Masse » (661 ha), couvrant 8 communes du département.

Carte des ZNIEFF de type 1 et 2 aux Junies.
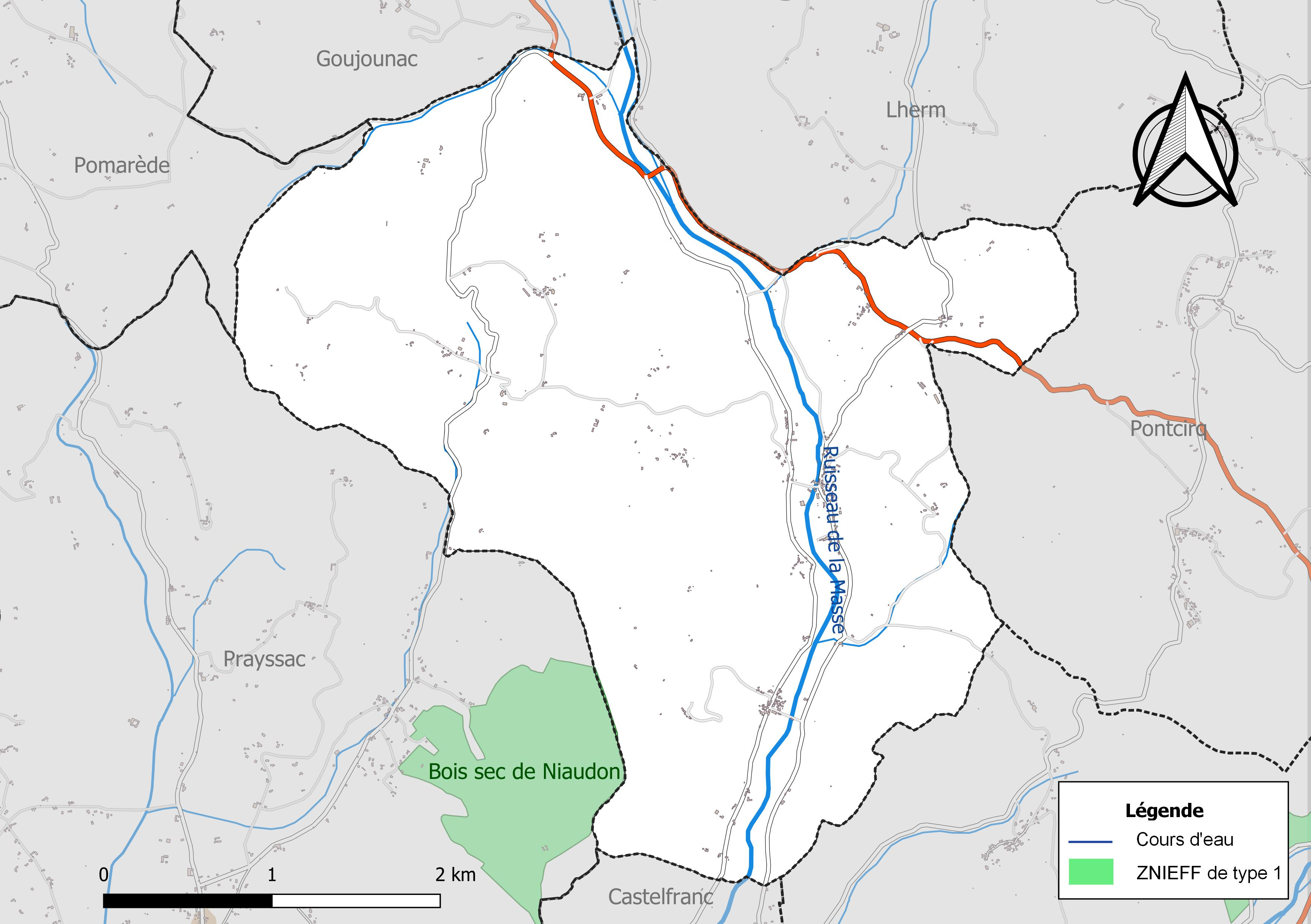
Carte de la ZNIEFF de type 1 sur la commune.
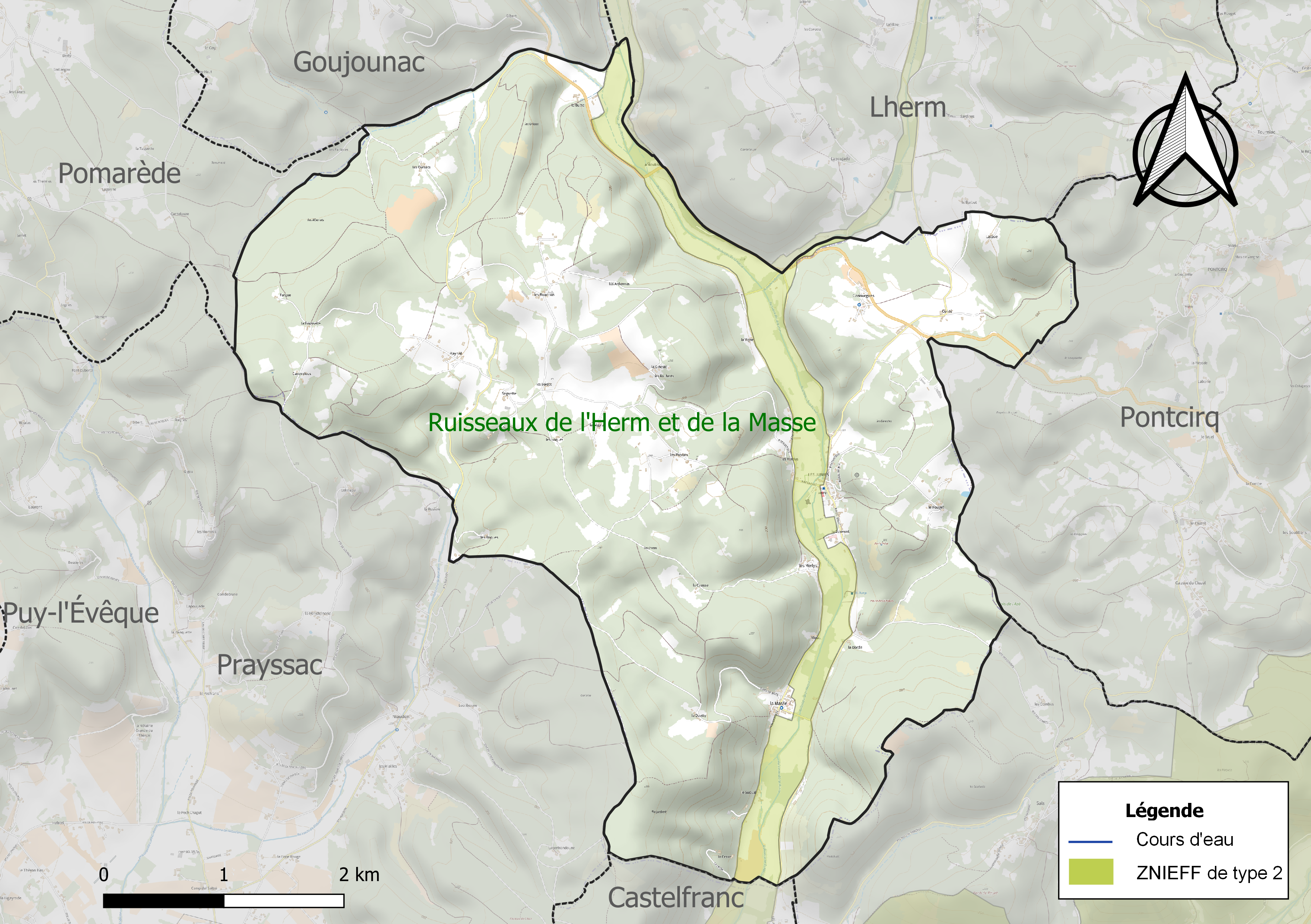
Carte de la ZNIEFF de type 2 sur la commune.

## Urbanisme

### Typologie
Au 1er janvier 2024, Les Junies sont catégorisées commune rurale à habitat très dispersé, selon la nouvelle grille communale de densité à sept niveaux définie par l'Insee en 2022.
Elle est située hors unité urbaine. Par ailleurs la commune fait partie de l'aire d'attraction de Cahors, dont elle est une commune de la couronne,. Cette aire, qui regroupe 78 communes, est catégorisée dans les aires de 50 000 à moins de 200 000 habitants,.

### Occupation des sols
L'occupation des sols de la commune, telle qu'elle ressort de la base de données européenne d’occupation biophysique des sols Corine Land Cover (CLC), est marquée par l'importance des forêts et milieux semi-naturels (69,8 % en 2018), en augmentation par rapport à 1990 (68,8 %). La répartition détaillée en 2018 est la suivante : 
forêts (64,1 %), zones agricoles hétérogènes (28,4 %), milieux à végétation arbustive et/ou herbacée (5,8 %), prairies (1,7 %). L'évolution de l’occupation des sols de la commune et de ses infrastructures peut être observée sur les différentes représentations cartographiques du territoire : la carte de Cassini (XVIIIe siècle), la carte d'état-major (1820-1866) et les cartes ou photos aériennes de l'IGN pour la période actuelle (1950 à aujourd'hui).

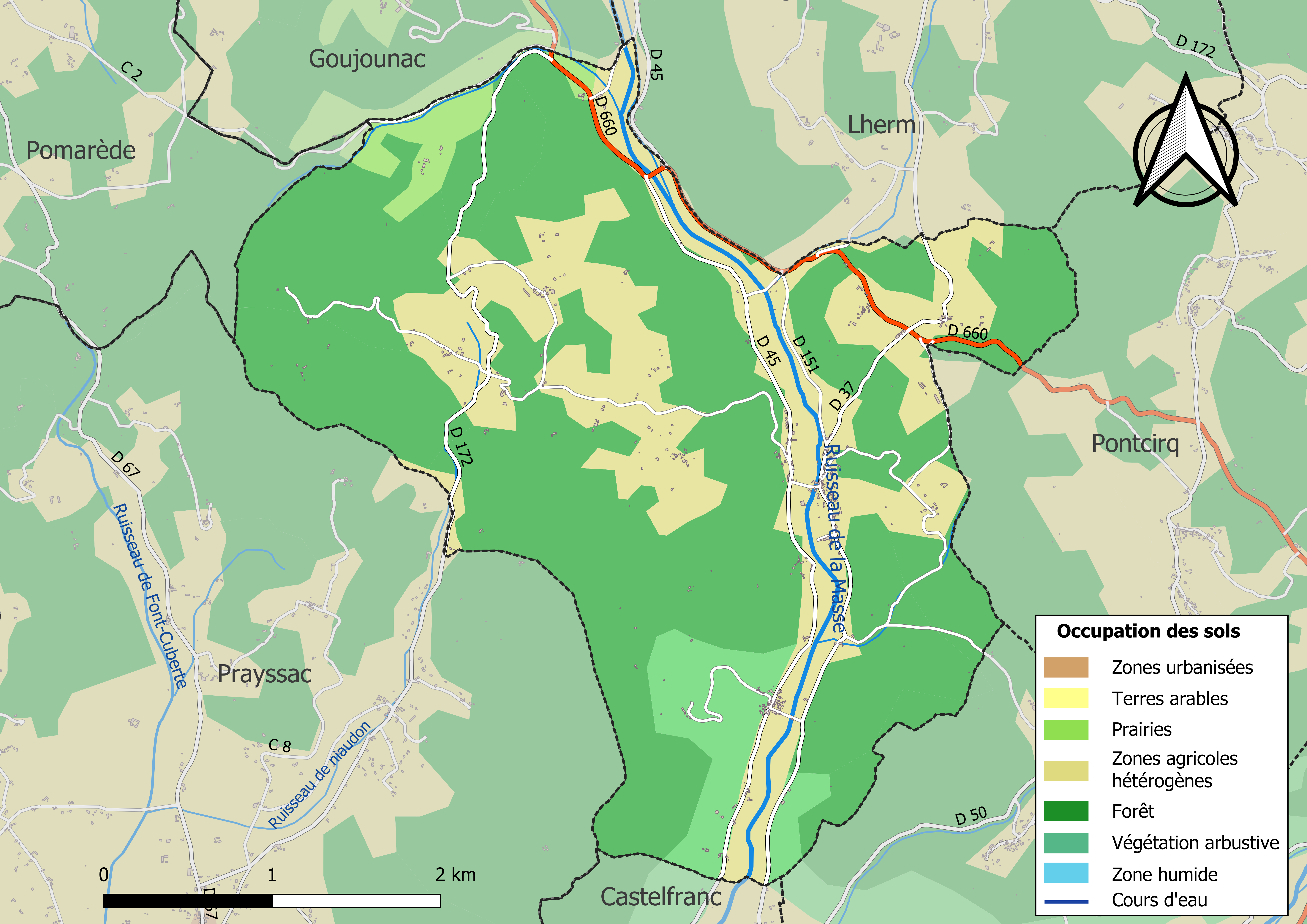
Carte des infrastructures et de l'occupation des sols de la commune en 2018 (CLC).

### Risques majeurs
Le territoire de la commune des Junies est vulnérable à différents aléas naturels : météorologiques (tempête, orage, neige, grand froid, canicule ou sécheresse), inondations, feux de forêts, mouvements de terrains et séisme (sismicité très faible). Il est également exposé à un risque technologique, la rupture d'un barrage. Un site publié par le BRGM permet d'évaluer simplement et rapidement les risques d'un bien localisé soit par son adresse soit par le numéro de sa parcelle.

#### Risques naturels
Certaines parties du territoire communal sont susceptibles d’être affectées par le risque d’inondation par débordement de cours d'eau, notamment le ruisseau de la Masse. La cartographie des zones inondables en ex-Midi-Pyrénées réalisée dans le cadre du XIe Contrat de plan État-région, visant à informer les citoyens et les décideurs sur le risque d’inondation, est accessible sur le site de la DREAL Occitanie. La commune a été reconnue en état de catastrophe naturelle au titre des dommages causés par les inondations et coulées de boue survenues en 1982, 1996 et 1999,.
Les Junies sont exposées au risque de feu de forêt. Un plan départemental de protection des forêts contre les incendies a été approuvé par arrêté préfectoral le 30 novembre 2015 pour la période 2015-2025. Les propriétaires doivent ainsi couper les broussailles, les arbustes et les branches basses sur une profondeur de 50 mètres, aux abords des constructions, chantiers, travaux et installations de toute nature, situées à moins de 200 mètres de terrains en nature
de bois, forêts, plantations, reboisements, landes ou friches. Le brûlage des déchets issus de l’entretien des parcs et jardins des ménages et des collectivités est interdit. L’écobuage est également interdit, ainsi que les feux de type méchouis et barbecues, à l’exception de ceux prévus dans des installations fixes (non situées sous couvert d'arbres) constituant une dépendance d'habitation.

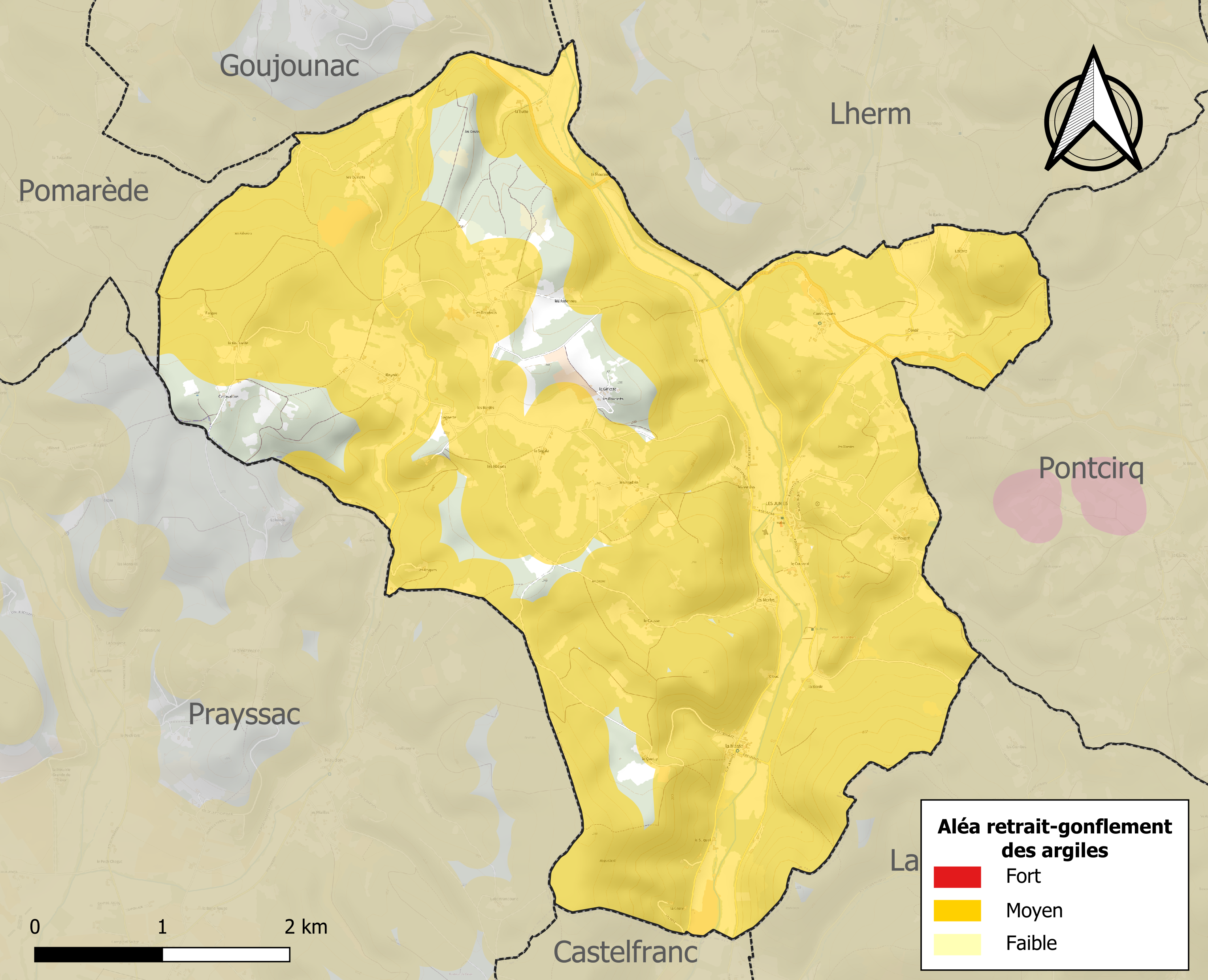
Carte des zones d'aléa retrait-gonflement des sols argileux des Junies.

Les mouvements de terrains susceptibles de se produire sur la commune sont des affaissements et effondrements liés aux cavités souterraines (hors mines), des éboulements, chutes de pierres et de blocs, des glissements de terrain et des tassements différentiels. Par ailleurs, afin de mieux appréhender le risque d’affaissement de terrain, l'inventaire national des cavités souterraines permet de localiser celles situées sur la commune.
Le retrait-gonflement des sols argileux est susceptible d'engendrer des dommages importants aux bâtiments en cas d’alternance de périodes de sécheresse et de pluie. 89,4 % de la superficie communale est en aléa moyen ou fort (67,7 % au niveau départemental et 48,5 % au niveau national). Sur les 200 bâtiments dénombrés sur la commune en 2019, 195 sont en aléa moyen ou fort, soit 98 %, à comparer aux 72 % au niveau départemental et 54 % au niveau national. Une cartographie de l'exposition du territoire national au retrait gonflement des sols argileux est disponible sur le site du BRGM,.
Par ailleurs, afin de mieux appréhender le risque d’affaissement de terrain, l'inventaire national des cavités souterraines permet de localiser celles situées sur la commune.
Concernant les mouvements de terrains, la commune a été reconnue en état de catastrophe naturelle au titre des dommages causés par des mouvements de terrain en 1999.

#### Risques technologiques
La commune est en outre située en aval des barrages de Grandval et de Sarrans, des ouvrages de classe A disposant d'une retenue de respectivement 270,6 millions et 296 millions de mètres cubes,. À ce titre elle est susceptible d’être touchée par l’onde de submersion consécutive à la rupture d'un de ces ouvrages.

## Toponymie
Le toponyme Les Junies faisaient partie de la seigneurie des Johannis et dérivation avec la finale occitane -ia, francisée en -ie.

## Histoire
Les Junies tirent leur nom d’une riche famille de l’oligarchie marchande de Cahors, les de Jean, à qui l’évêque de Cahors Guillaume de Cadaillac a légué cette ancienne seigneurie épiscopale en 1214. La terre s'est d'abord appelée le Joanies avant de prendre le nom de les Junies.
Le cardinal Gaucelm de Jean (ou de Jehan), familier du pape Jean XXII, y a implanté, entre 1343 et 1355, un monastère de dominicaines dont il subsiste l'église et deux ailes du couvent qui entouraient le cloître et abritaient la salle capitulaire, le logis de la prieure et le réfectoire.
Les de Jean, seigneurs des Junies, ayant pris le parti du roi d'Angleterre, le château des Junies a été assiégé par les troupes du roi de France. Il est sorti ruiné de la guerre de Cent Ans.
La terre des Junies est passé par héritage à Jean de Cardaillac-Bioule, archevêque de Toulouse qui l'a vendue au comte d'Armagnac en 1386. La seigneurie des Junies est passée ensuite à la famille de Morlhon de Sanvensa.
Jeanne de Morlhon, fille d'Antoine de Morlhon, procureur au parlement de Toulouse, est mariée à Guillaume de Roderel. En 1526, à la mort de son mari, elle a vendu la seigneurie des Junies à Jean du Pré, compagnon d'armes de François Ier. En 1573, à sa mort, sa veuve désigna comme héritier des Junies Antoine de Goux. Puis la seigneurie revint un temps dans la famille de Morlhon.
La seigneurie entra ensuite dans la famille de Touchebœuf-Beaumont, jusqu'à la Révolution, par le mariage en 1608 d'Antoine de Touchebœuf-Beaumont avec Hélène du Buisson de Bournazel, fille de François du Buisson, baron de Bournazel et sénéchal de Rouergue, et de Florette de Morlhon, fille de Jean III de Morlhon, sœur de Jean IV de Morlhon.

## Politique et administration

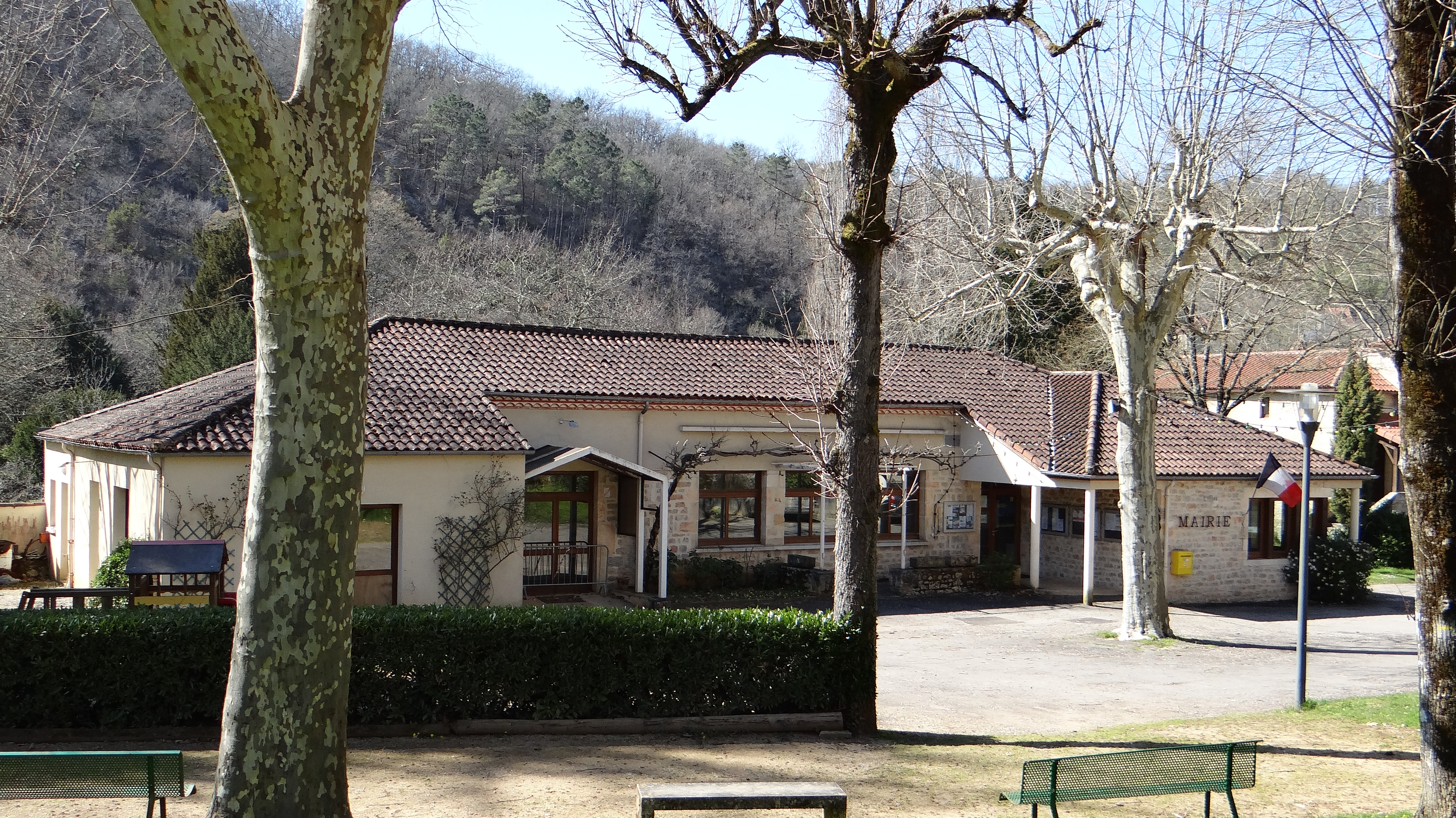
La mairie

| Période                                  | Période  | Identité                     | Étiquette | Qualité |
| ---------------------------------------- | -------- | ---------------------------- | --------- | ------- |
| 1792                                     | 1797     | Jacques Bladinieres          |           |         |
| 1797                                     | 1798     | Jean Pujol                   |           |         |
| 1798                                     | 1798     | Jean Besombes                |           |         |
| 1798                                     | 1801     | Charles Grezelles            |           |         |
| 1801                                     | 1813     | Jean Pujol                   |           |         |
| 1813                                     | 1823     | Jean-pierre Contou           |           |         |
| 1823                                     | 1826     | Maximillien Toucheboeuf (de) |           |         |
| 1826                                     | 1830     | Jean-pierre Combes           |           |         |
| 1830                                     | 1850     | Antoine Pujol                |           |         |
| 1850                                     | 1851     | Joseph Aldebert              |           |         |
| 1851                                     | 1861     | Antoine Pujol                |           |         |
| 1861                                     | 1870     | Jean-antoine Perboire        |           |         |
| 1870                                     | 1874     | Jules François Solmiac       |           |         |
| 1874                                     | 1876     | Jules Perboire               |           |         |
| 1876                                     | 1876     | Jules François Solmiac       |           |         |
| 1876                                     | 1888     | Guillaume Delaire            |           |         |
| 1888                                     | 1892     | Jules Perboire               |           |         |
| 1892                                     | 1907     | Jules François Solmiac       |           |         |
| 1907                                     | 1941     | Louis Solmiac                |           |         |
| 1941                                     | 1944     | Eloi Maury                   |           |         |
| 1944                                     | 1945     | Louis Solmiac                |           |         |
| 1945                                     | 1953     | André Guiral                 |           |         |
| 1953                                     | 1959     | Gabriel Caunezil             |           |         |
| 1959                                     | 1989     | Yves Barberet                |           |         |
| 1989                                     | 1990     | Jean-marie Murat             |           |         |
| 1990                                     | 2008     | Jean-pierre Bergon           |           |         |
| 2008                                     | En cours | Agnès Simon-Picquet          | RE        |         |
| Les données manquantes sont à compléter. |          |                              |           |         |

## Démographie
L'évolution du nombre d'habitants est connue à travers les recensements de la population effectués dans la commune depuis 1793. Pour les communes de moins de 10 000 habitants, une enquête de recensement portant sur toute la population est réalisée tous les cinq ans, les populations de référence des années intermédiaires étant quant à elles estimées par interpolation ou extrapolation. Pour la commune, le premier recensement exhaustif entrant dans le cadre du nouveau dispositif a été réalisé en 2006.

En 2022, la commune comptait 252 habitants, en évolution de −5,62 % par rapport à 2016 (Lot : +1,31 %, France hors Mayotte : +2,11 %).
| 1793 | 1800 | 1806 | 1821 | 1831 | 1836 | 1841 | 1846 | 1851 |
| ---- | ---- | ---- | ---- | ---- | ---- | ---- | ---- | ---- |
| 589  | 746  | 774  | 866  | 965  | 929  | 892  | 912  | 894  |

| 1856 | 1861 | 1866 | 1872 | 1876 | 1881 | 1886 | 1891 | 1896 |
| ---- | ---- | ---- | ---- | ---- | ---- | ---- | ---- | ---- |
| 886  | 804  | 762  | 764  | 716  | 697  | 628  | 603  | 546  |

| 1901 | 1906 | 1911 | 1921 | 1926 | 1931 | 1936 | 1946 | 1954 |
| ---- | ---- | ---- | ---- | ---- | ---- | ---- | ---- | ---- |
| 521  | 541  | 525  | 428  | 412  | 377  | 363  | 325  | 311  |

| 1962 | 1968 | 1975 | 1982 | 1990 | 1999 | 2006 | 2011 | 2016 |
| ---- | ---- | ---- | ---- | ---- | ---- | ---- | ---- | ---- |
| 283  | 268  | 243  | 250  | 255  | 264  | 254  | 248  | 267  |

| 2021 | 2022 | - | - | - | - | - | - | - |
| ---- | ---- | - | - | - | - | - | - | - |
| 259  | 252  | - | - | - | - | - | - | - |

## Économie

### Revenus
En 2018, la commune compte 127 ménages fiscaux, regroupant 258 personnes. La médiane du revenu disponible par unité de consommation est de 18 680 € (20 740 € dans le département).

### Emploi
|                | 2008  | 2013   | 2018   |
| -------------- | ----- | ------ | ------ |
| Commune        | 9,6 % | 14,1 % | 10,8 % |
| Département    | 7,3 % | 8,9 %  | 9,6 %  |
| France entière | 8,3 % | 10 %   | 10 %   |

En 2018, la population âgée de 15 à 64 ans s'élève à 160 personnes, parmi lesquelles on compte 69,4 % d'actifs (58,6 % ayant un emploi et 10,8 % de chômeurs) et 30,6 % d'inactifs,. Depuis 2008, le taux de chômage communal (au sens du recensement) des 15-64 ans est supérieur à celui de la France et du département.
La commune fait partie de la couronne de l'aire d'attraction de Cahors, du fait qu'au moins 15 % des actifs travaillent dans le pôle,. Elle compte 26 emplois en 2018, contre 29 en 2013 et 19 en 2008. Le nombre d'actifs ayant un emploi résidant dans la commune est de 97, soit un indicateur de concentration d'emploi de 27,2 % et un taux d'activité parmi les 15 ans ou plus de 49,3 %.
Sur ces 97 actifs de 15 ans ou plus ayant un emploi, 24 travaillent dans la commune, soit 24 % des habitants. Pour se rendre au travail, 85,3 % des habitants utilisent un véhicule personnel ou de fonction à quatre roues, 6,3 % s'y rendent en deux-roues, à vélo ou à pied et 8,4 % n'ont pas besoin de transport (travail au domicile).

### Activités hors agriculture
23 établissements sont implantés  aux Junies au 31 décembre 2019.
Le secteur des activités spécialisées, scientifiques et techniques et des activités de services administratifs et de soutien est prépondérant sur la commune puisqu'il représente 26,1 % du nombre total d'établissements de la commune (6 sur les 23 entreprises implantées aux Junies), contre 13,5 % au niveau départemental.

### Agriculture
|               | 1988 | 2000 | 2010 | 2020 |
| ------------- | ---- | ---- | ---- | ---- |
| Exploitations | 20   | 10   | 5    | 6    |
| SAU (ha)      | 205  | 151  | 92   | 99   |

La commune est dans la « Bourianne », une petite région agricole occupant une partiede l'ouest du territoire du département du Lot. En 2020, l'orientation technico-économique de l'agriculture  sur la commune est l'élevage d'ovins ou de caprins. Six exploitations agricoles ayant leur siège dans la commune sont dénombrées lors du recensement agricole de 2020 (20 en 1988). La superficie agricole utilisée est de 99 ha,,.

## Culture locale et patrimoine

### Lieux et monuments
- L'ancien monastère des Junies avec l'église abbatiale Saint-Pierre-ès-Liens[33]. L'église a été classée Monument historique le 15 juillet 1920. L'aile subsistante du couvent comprenant la salle capitulaire a été classée le 10 janvier 1995. Elle comprend un retable monumental du XVIIe siècle[34].
- La Église Saint-Martin de Canourgues[35], inscrite à l'inventaire supplémentaire des monuments historiques le 11 juillet 1973.
- L'église Saint-Perdufle de La Masse[36], inscrite à l'inventaire supplémentaire des monuments historiques le 18 octobre 1971. Plusieurs objets sont référencer dans la base Palissy[36].
- Le château des Junies[37], inscrit à l'inventaire supplémentaire des monuments historiques le 21 octobre 1925.
- La maison Cavaillé à La Masse possédant une souche de cheminée qui a été datée du début du XIVe siècle est classée au titre de Monument historique en 1931[38].
- Menhirs de Roquebert : grandes dalles de grès de 3 à 5 mètres de hauteur, dont l'implantation semble naturelle, identifiées à tort comme des menhirs[39] 44° 31′ 21″ N, 1° 13′ 23″ E

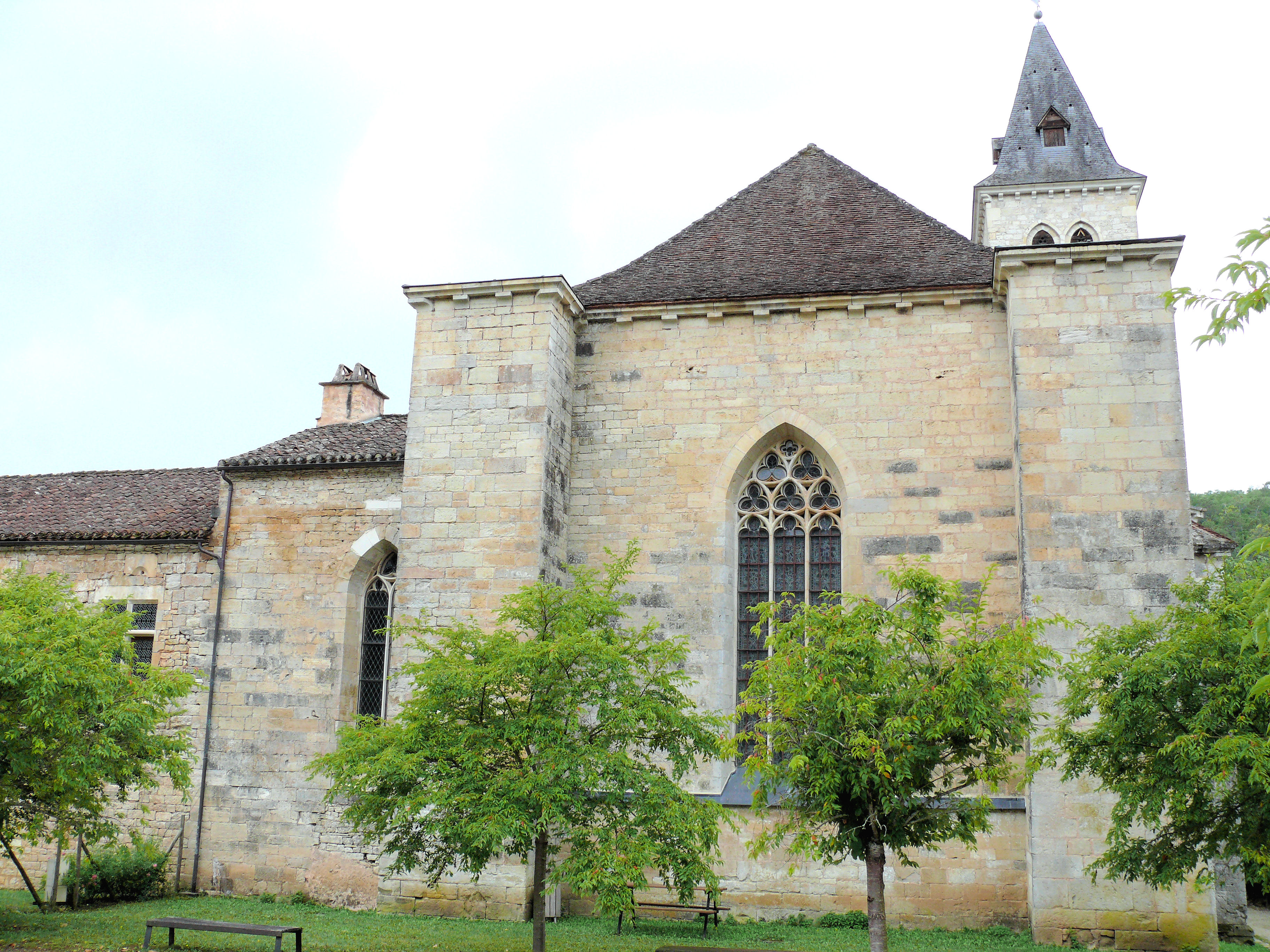
Église Saint-Pierre-ès-Liens des Junies.
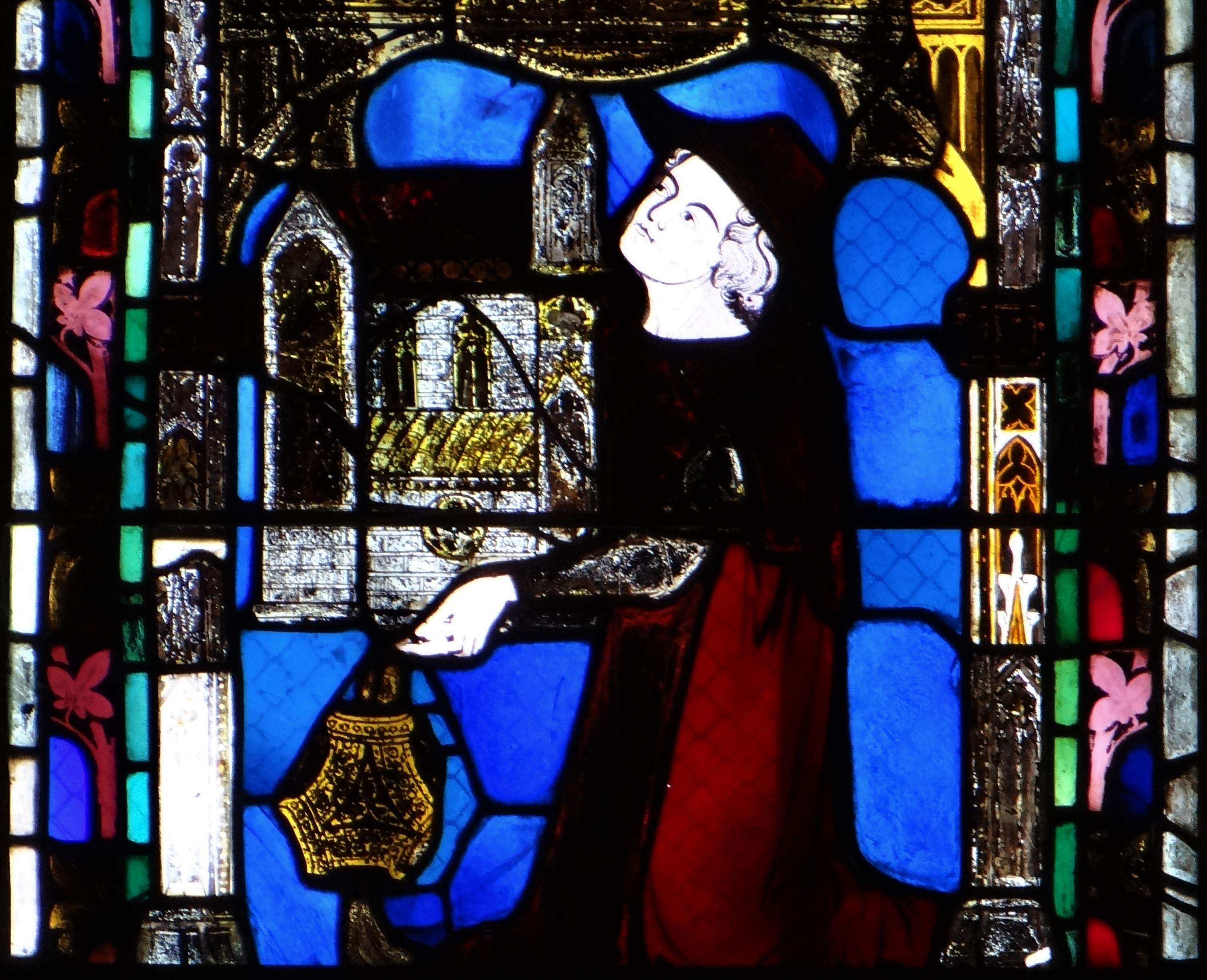
Église Saint-Pierre-ès-Liens - Verrière de la vie du Christ : Gaucelme de Jean en donateur de l'église
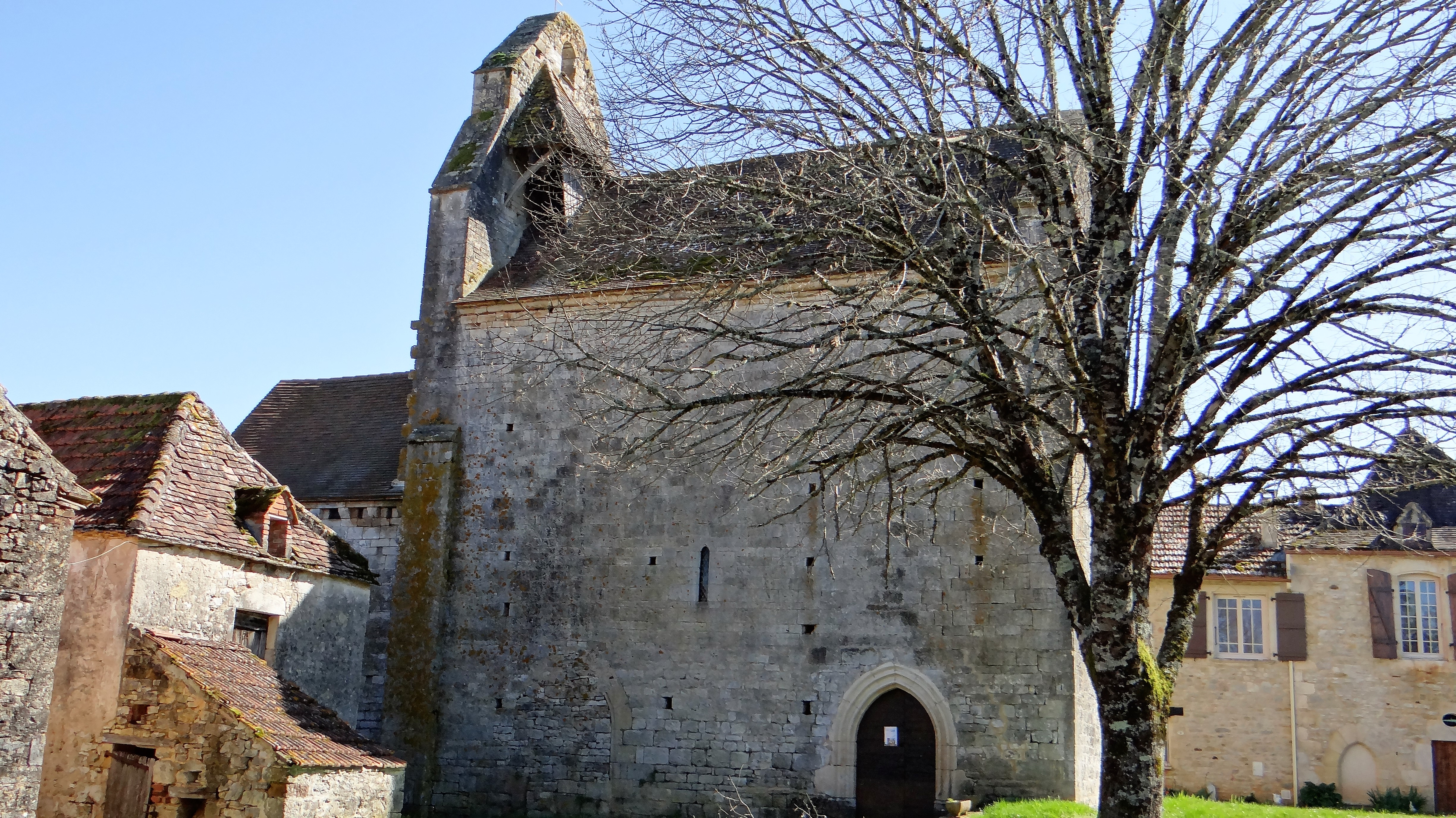
Église Saint-Martin de Canourgues.
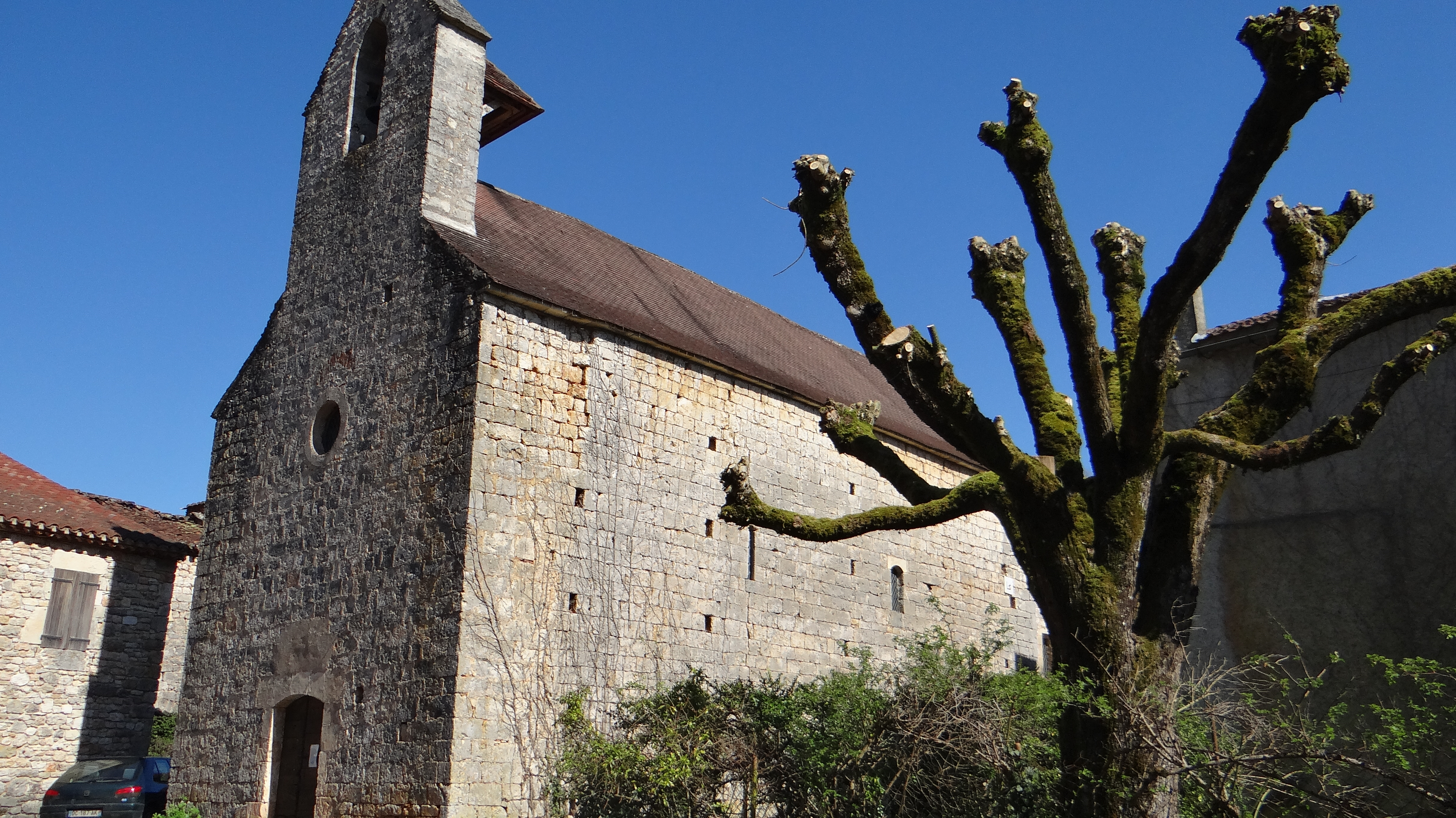
Église Saint-Perdufle de la Masse.
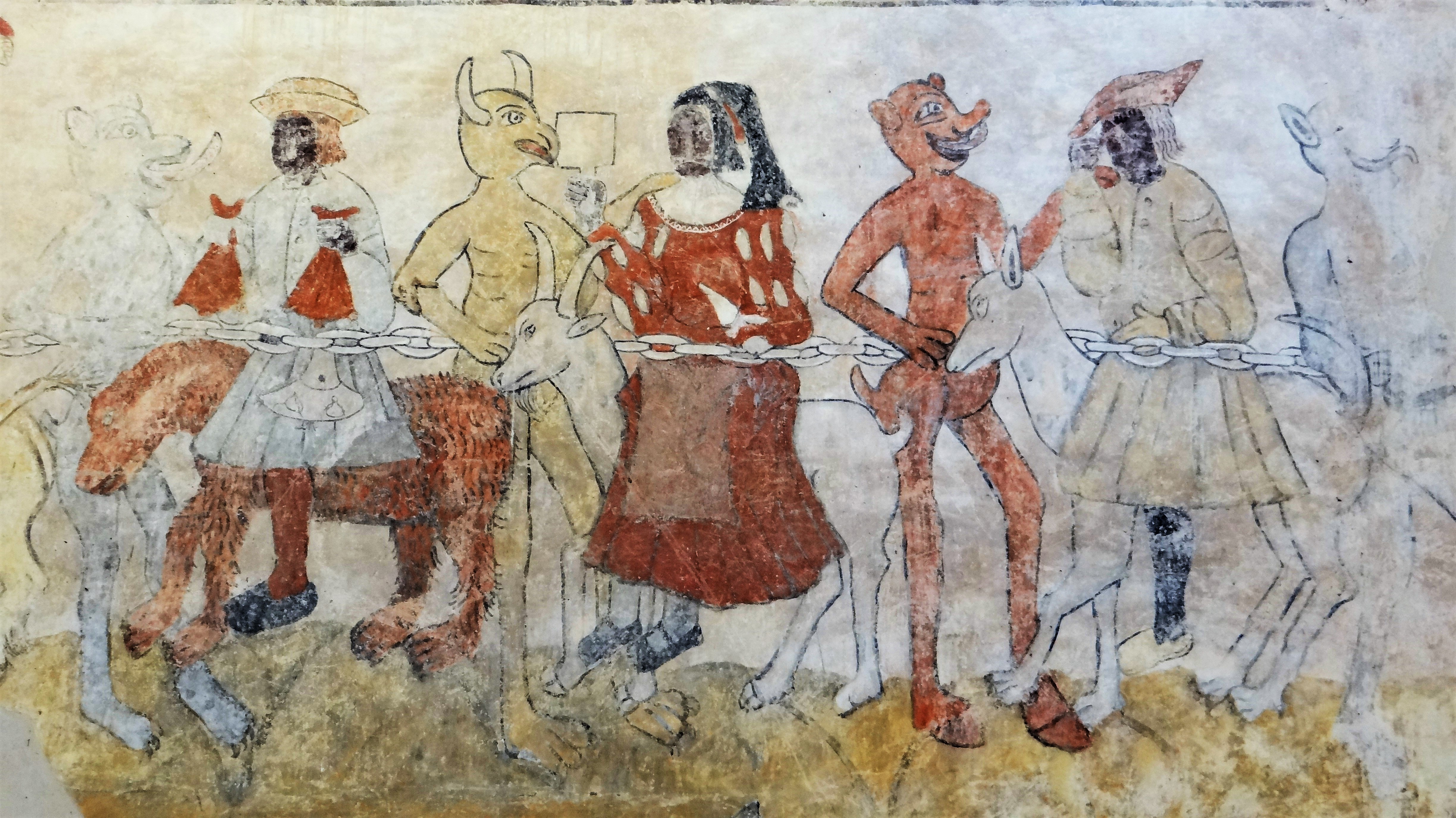
Église Saint-Perdufle - Cortège des sept péchés capitaux.
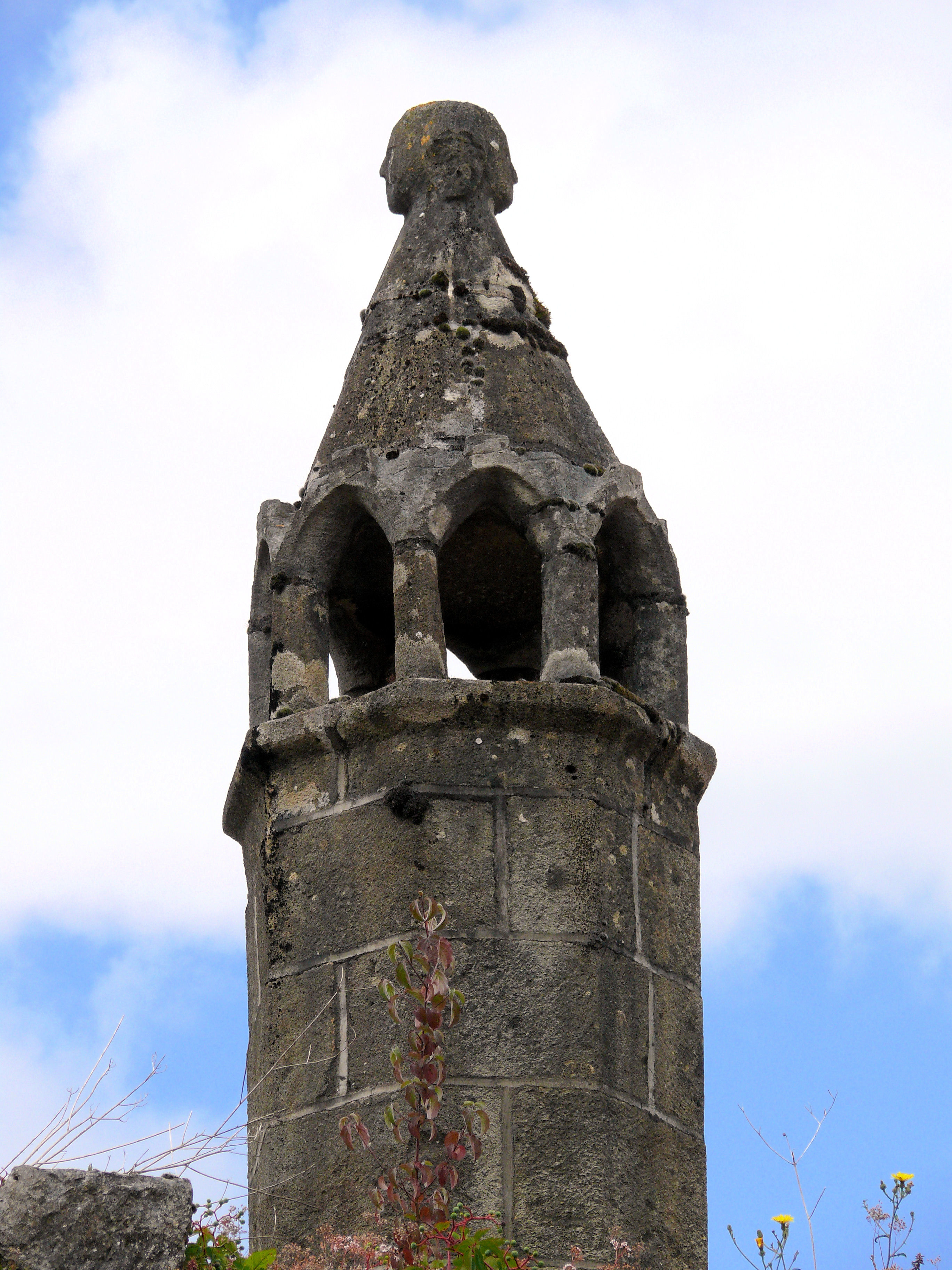
Cheminée classée de la Maison Cavaillé.

### Personnalités liées à la commune
- Gaucelme de Jean